# Syrské písmo (západní varianta)
Serto či serta je syrské písmo odvozené od staršího písma jménem estrangelo. Zlatým věkem tohoto písma bylo období od 3. do 7. století křesťanského letopočtu. Následkem christologických sporů se v 5. století z estrangela následně vyvinuly 2 větve:
- východosyrská, užívaná diofyzitskými nestoriány žijícími na území Perské říše
- západosyrská, užívaná západosyrskými monofyzity (jakobité) v říši římské – což je právě serto

Syrština je literárním jazykem křesťanů severní Sýrie a Mezopotámie. Spolu s jazykem babylonského Talmudu a mandejštinou představuje východoaramejskou větev semitských jazyků. Dnes především liturgický jazyk syrských církví, jazyk biblického překladu Pešita.

## Písmo
Jednodušší a modernější serto, je užíváno k vydávání Bible a duchovních tiskovin od raného středověku až dodnes. Tvůrci fontů pro PC si však více oblíbili původní estrangelo, serto není specifikováno ani v Unicodu a různé fonty jsou jen nesnadno dostupné (viz odkazy níže).

### Způsob psaní
Jde o písmo „levosměrné“ (směřuje zprava doleva). Problém s umazáváním si řádků při zápisu pravou rukou (který Řekové vyřešili změnou směru písma) zvládli Syřané tak, že obraceli podklad při zápisu o 90° doleva, psali pak jakoby ve sloupcích shora dolů řazených zleva doprava, na čtení vrátili podklad do původní polohy, takže četli řádky shora dolů zprava doleva. Jejich písma tím získala pozoruhodný sklon, nejpatrnější právě na sertu.
Dalším výrazným rysem syrských písem je, že jsou spojná: při zápisu se spojují znaky navzájem asi jako v psané latince. Následkem toho mají zejména znaky serta až čtverou podobu (podobně jako v arabštině): nespojnou (zřejmě původní forma), spojenou zleva, spojenou z obou stran a spojenou zprava (viz tab. níže). Spojení se sousedními znaky totiž podobu více či méně pozměňuje. Vzhled znaku upravuje i setkání dvou konkrétních znaků – vznikají ligatury (slitky); jejich přehled je připojen k přehledu vokalizace.

### Samohlásky (vokalizace)
Jako všechna semitská písma, také syrská zapisovala původně pouze konsonanty (souhlásky), vokály (samohlásky) byly doplněny později.
Syrština potřebovala zaznamenat samohlásky víc než jiné semitské jazyky, neboť vokalizace často určovala rod, číslo i přesný význam, které mohou být u jiných semitských jazyků dovoditelné ze souvislostí a koncovek. Zvláštností syrštiny je, že se určitý člen (Álaf) připojuje ke slovu jako sufix (přípona). Slova s podobným zápisem byla od sebe v různých číslech a rodech neodlišitelná.

V syrštině (stejně jako v hebrejštině) se vyskytují "matres lectionis", tedy souhlásky, které mohou mít význam samohlásek, nebo je mohou prodlužovat. Později se objevily už u Estrangela tečky pod písmem, naznačující neznělou výslovnost, a tečky nad znakem, naznačující výslovnost znělou, a dvě tečky vodorovně nad poslední slabikou, označující množné číslo. To pomohlo naznačit zhruba vokalizaci celého slova. Z toho se vyvinul kompletní samohláskový systém, vyjádřený pomocí teček pod, případně nad znaky. Jakobité jej sice převzali, ale v 8. stol. začali užívat i řeckých samohlásek psaných libovolně nad nebo pod znak (pro způsob psaní otočené o 90°). Tento způsob však vystihoval pouze "kvalitu" a ne "kvantitu" samohlásek. V  Sertu se někdy zapisují samohlásky oběma způsoby současně, včetně teček určujících rody a čísla, což text občas znepřehledňuje!

## Ukázky ze syrské Bible vydané UBS 1979/1996

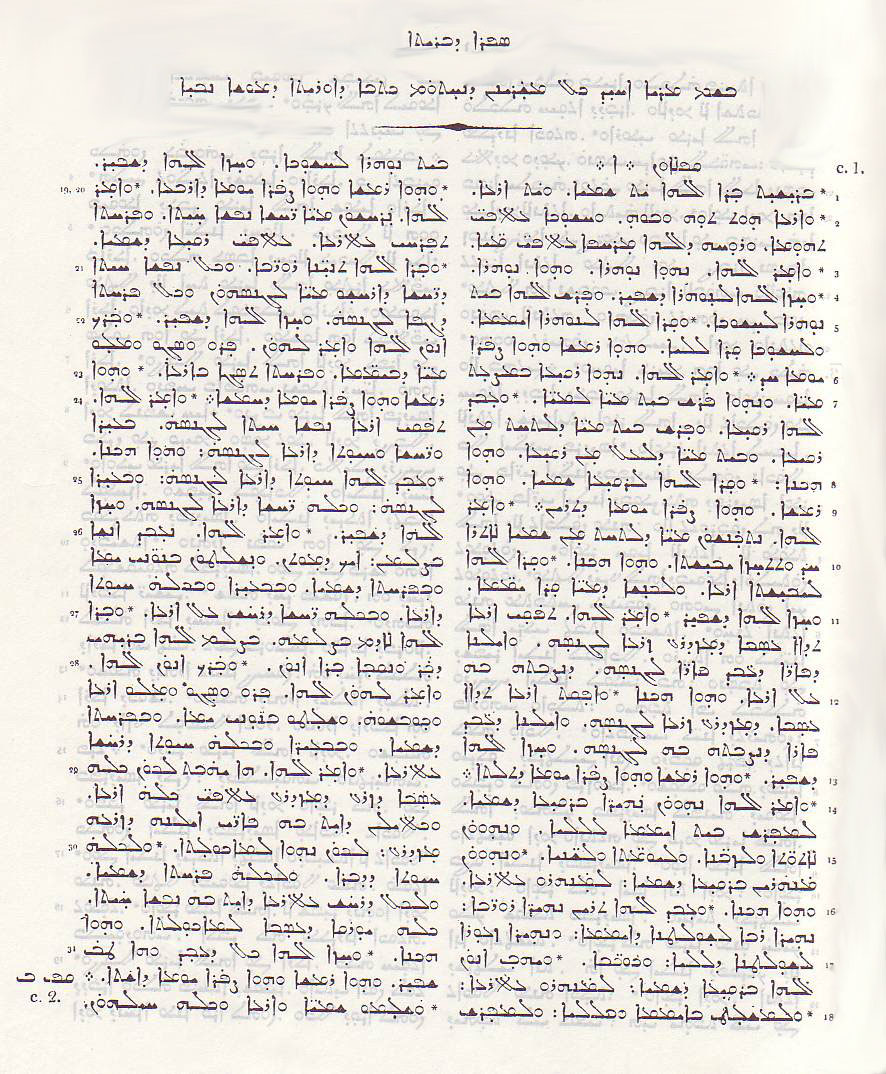
Text Gn 1 - začátek Bible, Starý Zákon. Písmo Serto s minimální až primitivní vokalizací.
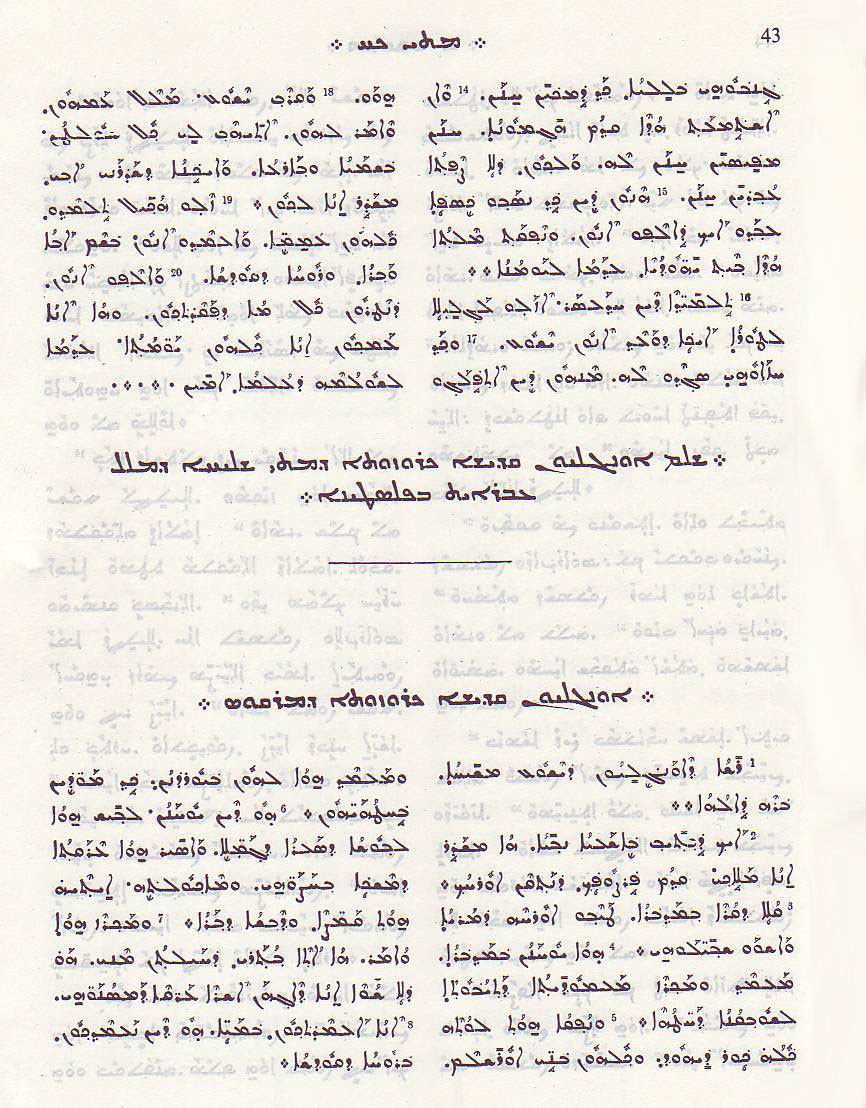
Konec evangelia Matoušova a začátek Markova, Nový Zákon. Biblický text je sázen dvousloupečně písmem Serto, vokalizovaným převážně jakobitsky (vpisováním řeckých vokálů) občas i původní syrskou punktací. Redakční nadpisy a popisy jsou psány starším písmem  Estrangelo.
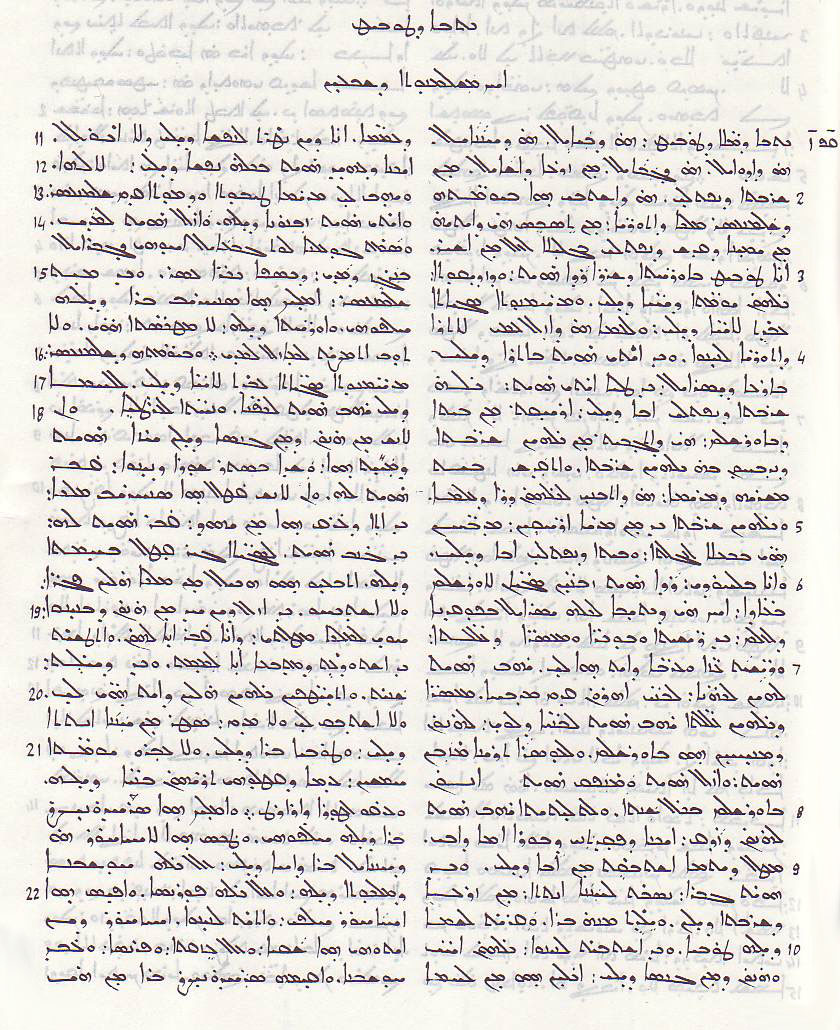
Začátek knihy Tóbit - apokryfní (deuterokanonický) text. V syrské Bibli umístěn jako 3. díl mezi Starým a Novým Zákonem. Zjevný rukopis Serto příležitostně vokalizovaný původní syrskou punktací.